# FLNC del 5 de maig
FLNC del 5 de maig és un moviment polític nacionalista cors, hereu del FLNC-Canal Habitual, creat el 1997, que es fundà dins el nou FLNC a finals de 1999 amb divers moviments dins del FLNC-Canal Històric.
Alguns membres del FLNC del 5 de maig continuaren realitzant atemptats sota el nom de Clandestinu i van ajudar Yvan Colonna en la seva acció. Segons algunes fonts, les accions de Clandestinu són fetes per provar als antics membres del FLNC-Canal Histori que són prou motivats per a unir-se al FLNC UC.